# 黄蜜蜂花
黄蜜蜂花（学名：Melissa flava）为唇形科蜜蜂花属下的一个种。

## 扩展阅读
- 維基物種上的相關：黄蜜蜂花